# Памятники Максиму Горькому в Казани
Памятники Максиму Горькому в Казани — серия скульптурных композиций, созданная в советский период и посвящённая великому русскому писателю.
Казань в жизни Максима Горького сыграла немаловажную роль. «Физически я родился в Нижнем Новгороде, духовно в Казани. Казань — любимейший из моих университетов», — так оценивал сам писатель казанский период своей жизни, которому посвятил автобиографическую повесть «Мои университеты» и ряд других произведений. В Казани молодой и тогда ещё никому не известный Алексей Пешков прожил с 1884 (по другой версии — с 1885) до 1888 года. Позже он посещал этот город в 1889, 1891 и 1928 годах.
Увековечение памяти Максима Горького в Казани началось в советский период. В 1936 году имя писателя было присвоено Центральному парку культуры и отдыха, а в 1949 году — одной из центральных улиц города. Кроме того, в 1940 году в Казани был открыт Литературно-мемориальный музей А. М. Горького (с 2018 года — Музей А. М. Горького и Ф. И. Шаляпина).
В Казани на улицах города в советский период было установлено четыре памятника Максиму Горькому: три бюста и одна статуя, из них сохранилось только два памятника в виде бюста — работы Михаила Аникушина (1950) и Ивана Новосёлова (1967).

## Памятник-бюст Максиму Горькому на улице Горького (1950)
55°47′35″ с. ш. 49°08′32″ в. д.

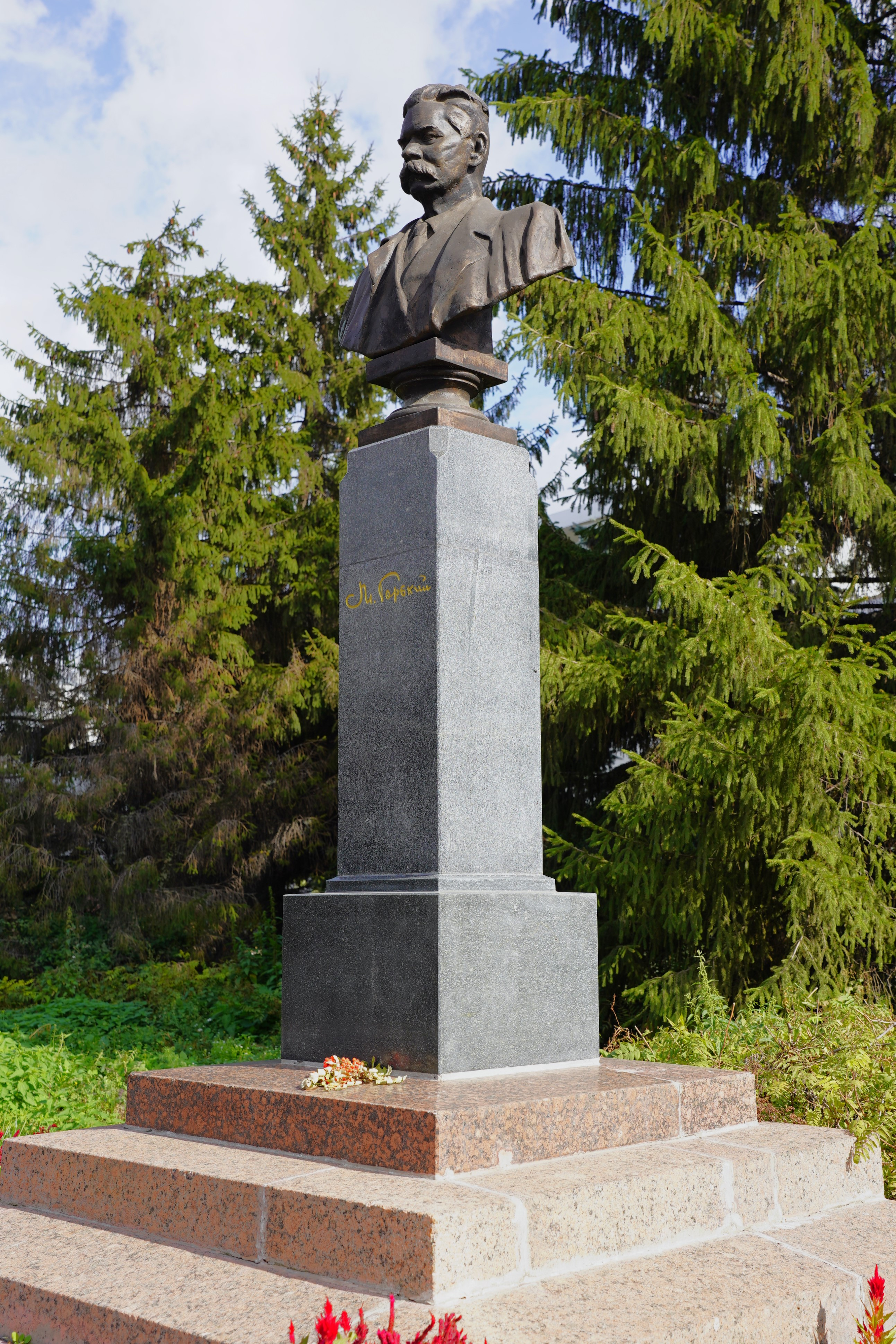
Памятник-бюст Максиму Горькому на улице Горького

Это памятник является самым первым скульптурным изображением Максима Горького, который появился на улицах Казани. Он был установлен в 1950 году (в ряде публикаций фигурирует 1949 год). Изначально памятник стоял у северного входа в Лядской сад, со стороны улицы Горького, и был обращён к ней лицевой стороной (55°47′37″ с. ш. 49°08′03″ в. д.). Авторами памятника являются ленинградский скульптор Михаил Аникушин и казанский архитектор А. А. Любимов. Высота бронзового бюста Максима Горького составляет 0,9 м, а высота гранитного постамента — 2,2 м.
В 1999 году памятник-бюст Максиму Горькому был перенесён из Лядского сада на восточный конец улицы Горького, а на его прежнем месте в декабре 2003 года был установлен воссозданный памятник поэту Гавриилу Державину.
Памятник-бюст Максиму Горькому на улице Горького является объектом культурного наследия регионального значения (Постановление Совета Министров Татарской АССР от 30 октября 1959 года № 5911).

## Памятник Максиму Горькому в парке имени Горького (начало 1950-х)
55°48′00″ с. ш. 49°09′00″ в. д.

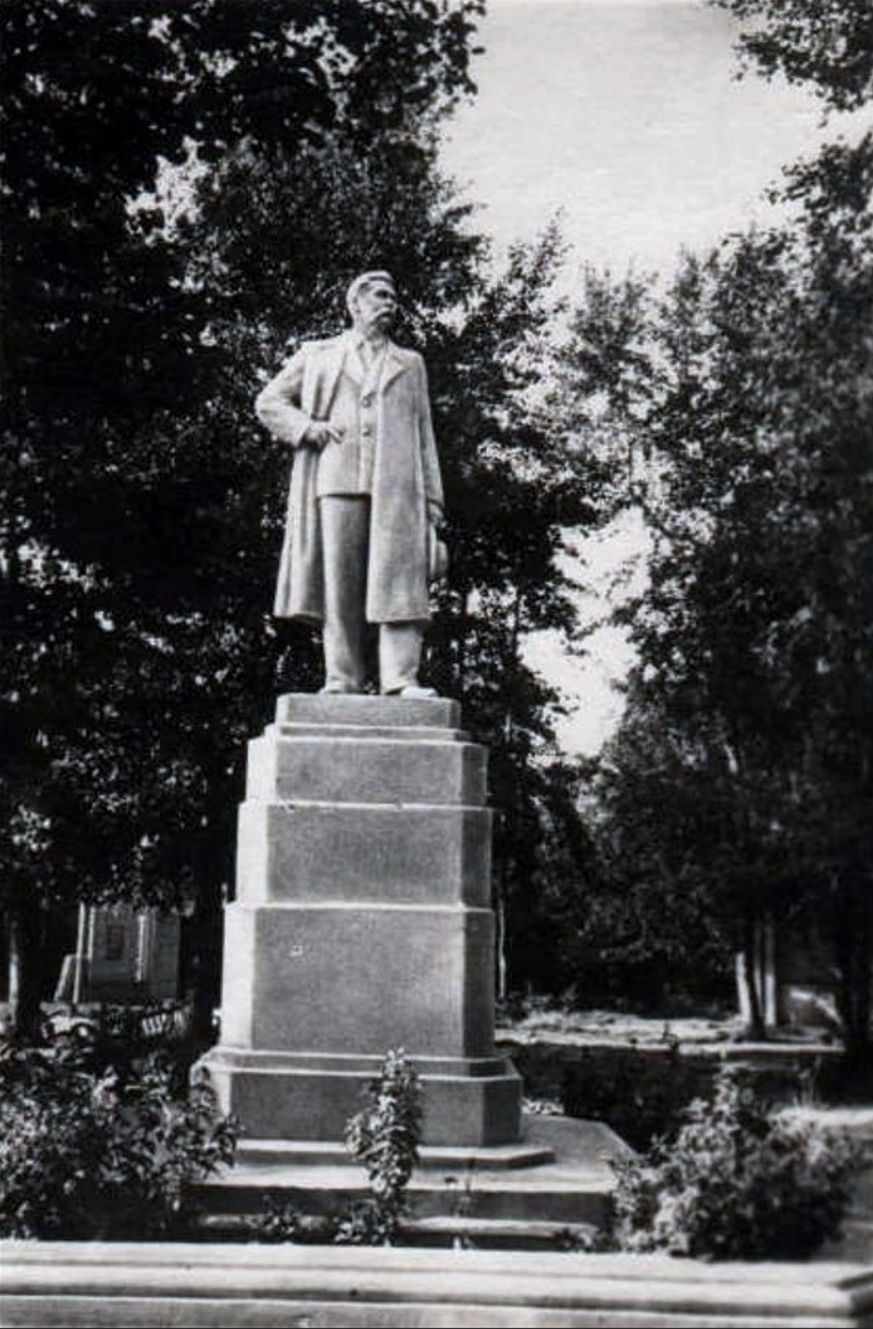
Утраченный памятник Максиму Горькому в ЦПКиО имени Горького, 1951 год

В Центральном парке культуры и отдыха имени Горького памятник писателю был установлен, предположительно, в начале 1950-х годов.
Эта была статуя высотой около 3 м, стоявшая на довольно высоком многоступенчатом постаменте. Она отображала писателя в зрелом возрасте, одетым в пальто, стоящим в свободной позе. Его правая рука упиралась в пояс, а левая рука, свисая, держала шляпу. Повернув голову влево, писатель всматривался вдаль.
Наиболее вероятно, что автором данной скульптурной модели является таганрогский скульптор Валентина Руссо (1909—1987) (по другой версии, авторство приписывается краснодарскому скульптору Игорю Максимову (1926—2012)). В Таганроге эта скульптура была установлена как памятник в начале 1950-х годов в местном парке культуры и отдыха имени Горького. И тогда же, вероятно, было принято решение о её тиражировании для установки в других городах бывшего СССР. Помимо Казани, памятники Максиму Горькому на основе этой скульптурной модели были установлены в Алма-Ате, Донецке, Ейске, Кишинёве, Краснодаре, Перми, Саратове и других городах.
Казанский памятник Максиму Горькому, стоявший в конце главной аллеи Центрального парка культуры и отдыха его имени, был отлит в бетоне. Он считается утраченным — демонтирован в советский период, вероятно, по причине ветхости.

## Памятник-бюст Алексею Пешкову (Горькому) у Литературно-мемориального музея А. М. Горького (начало 1950-х)
55°47′38″ с. ш. 49°07′45″ в. д.

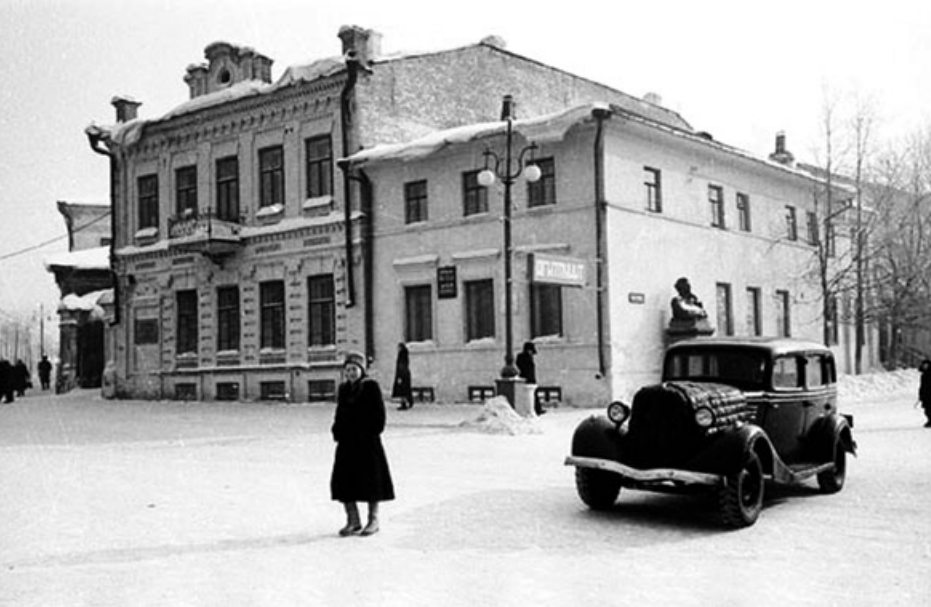
Литературно-мемориальный музей А. М. Горького с первым бюстом Алексею Пешкову, начало 1950-х годов

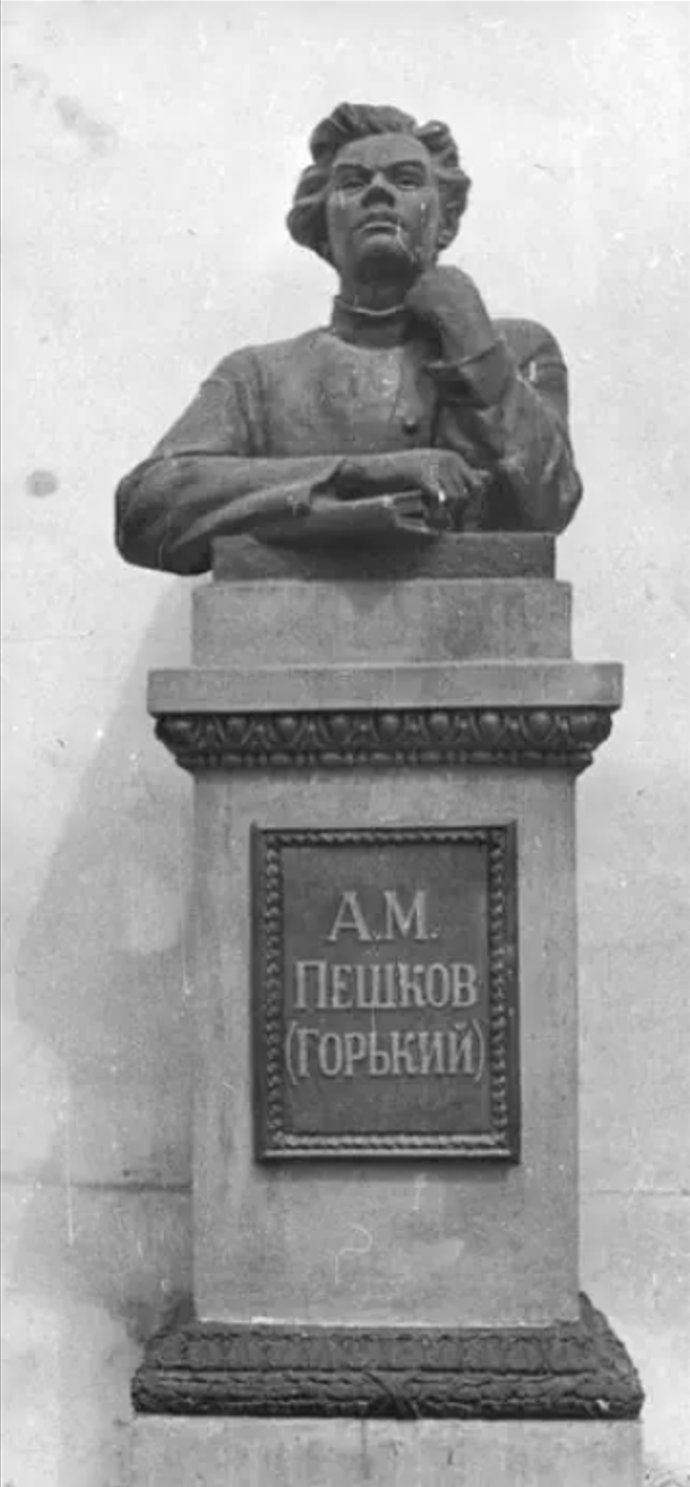
Первый бюст Алексея Пешкова (Горького) у Литературно-мемориального музея А. М. Горького, начало 1950-х годов

Это был первый казанский памятник русскому писателю в образе молодого Алексея Пешкова, и первый его бюст, установленный у Литературно-мемориального музея А. М. Горького (ул. Горького, 10). Он появился в начале 1950-х годов и стоял около угловой части музейного здания (в подвале этого здания в 1880-х годах находилась булочная А. С. Деренкова, в которой работал будущий писатель), лицом в направлении улицы Галактионова.
Скульптура изображала Алексея Пешкова, одетого в косоворотку, с задумчивым взглядом, устремлённым вдаль. Локтем левой руки он опирался на «стол», а правая рука покоилась на книге. Автор изобразил будущего писателя в момент его минутного отвлечения от чтения книги. Бюст Алексея Пешкова стоял на кирпичном оштукатуренном постаменте, на лицевой стороне которого имелась надпись в три строки: «А. М. Пешков (Горький)».
Автор данной скульптуры не установлен. Памятник-бюст Алексею Пешкову (Горькому) простоял у здания Литературно-мемориального музея А. М. Горького несколько лет. Дальнейшая судьба этой скульптуры остаётся неизвестной. В 1967 году на этом месте был установлен новый бюст Алексея Пешкова работы И. А. Новосёлова.

## Мемориальная композиция «Максим Горький и Фёдор Шаляпин» (2023)
55°47′37″ с. ш. 49°07′46″ в. д.

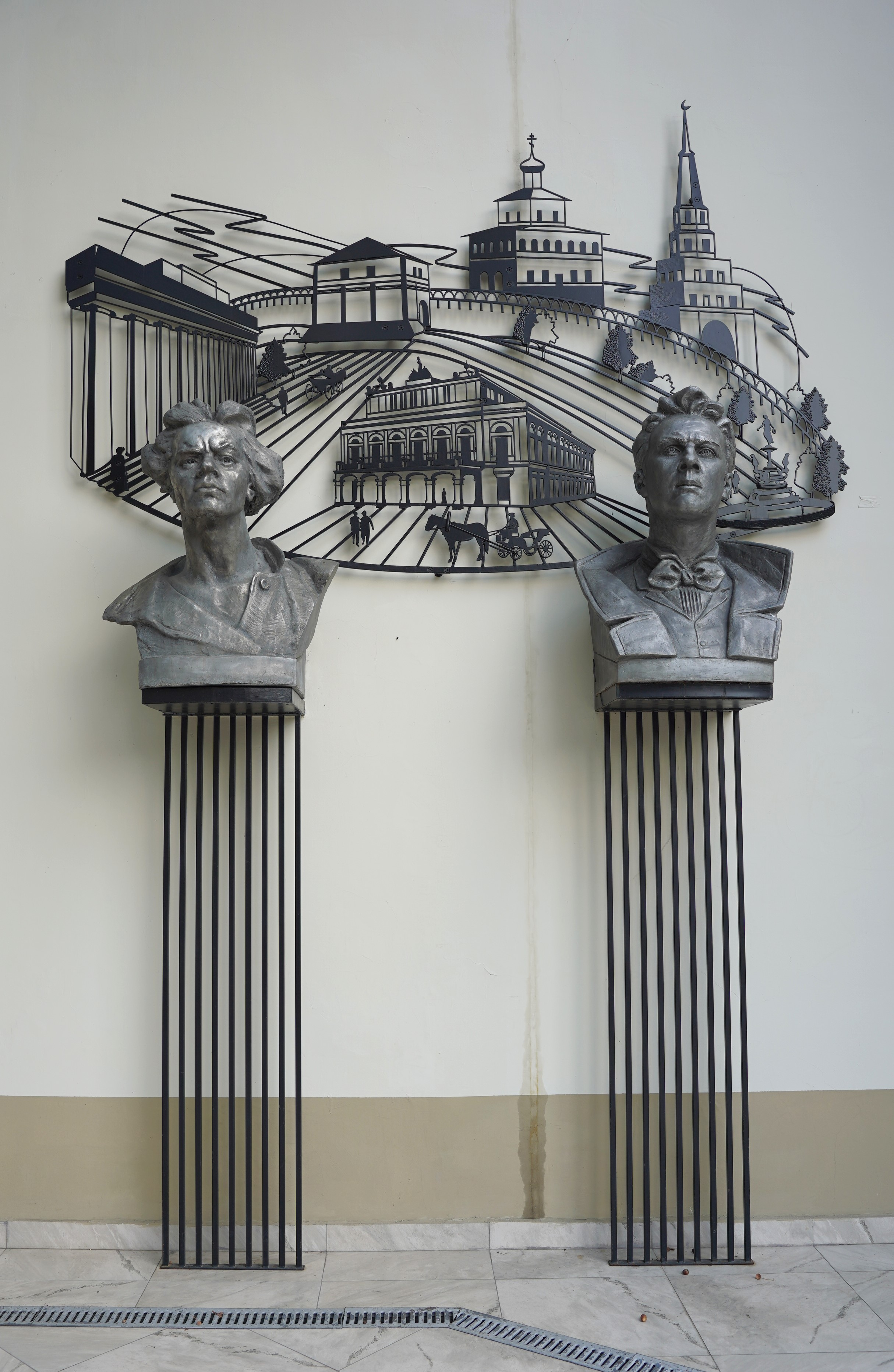
Бюст Алексея Пешкова работы И. А. Новосёлова (1967) в составе мемориальной композиции «Максим Горький и Фёдор Шаляпин»

Частью этой мемориальной композиции, установленной в 2023 году на стене здания Музея А. М. Горького и Ф. И. Шаляпина (ул. Горького, 10), является бюст Алексея Пешкова работы казанского скульптора И. А. Новосёлова.
Это был второй бюст писателя у этого здания — тогда ещё Литературно-мемориального музея А. М. Горького. Он был установлен в 1967 году на месте первого бюста Алексея Пешкова начала 1950-х годов. Изначально бюст работы И. А. Новосёлова стоял на прямоугольном постаменте с надписью: «Алексей Пешков (М. Горький)». После реконструкции музея второй половины 1980-х годов, в ходе которой появился двухэтажный пристрой с новым входом, бюст с постаментом перенесли сюда (1987). В 2012 году, когда проводилась ещё одна реконструкция музея, постамент демонтировали, а бюст Алексея Пешкова установили на том же месте, но уже на навесной полке, прикреплённой к стене здания.
В 2023 году к бюсту Алексея Пешкова работы И. А. Новосёлова добавился бюст русского оперного певца Фёдора Шаляпина работы Зульфии Мухамедьяновой, они стали частью мемориальной композиции «Максим Горький и Фёдор Шаляпин». Ещё одним элементом этой композиции стало металлическое панно «Виды Казани рубежа XIX и XX веков», прикреплённое к стене музейного здания и являющееся фоном для скульптурных портретов двух великих деятелей русской культуры. В таком виде 5 июня 2023 года мемориальная композиция «Максим Горький и Фёдор Шаляпин» была открыта.